# 贝尔瓦勒
贝尔瓦勒（法語：Belval，法語發音：[bɛlval] ⓘ）是法国芒什省的一个市镇，属于库唐斯区。

## 地理
贝尔瓦勒（49°2'22"N, 1°21'49"W）面积5.72 平方千米，位于法国诺曼底大区芒什省，该省份为法国西北部沿海省份，西、北、东北三面环大西洋，东起顺时针与卡爾瓦多斯省、奧恩省、马耶讷省和伊勒-维莱讷省接壤。
与贝尔瓦勒接壤的市镇（或旧市镇、城区）包括：康贝农、康普龙、库尔西、乌维尔、萨维尼。

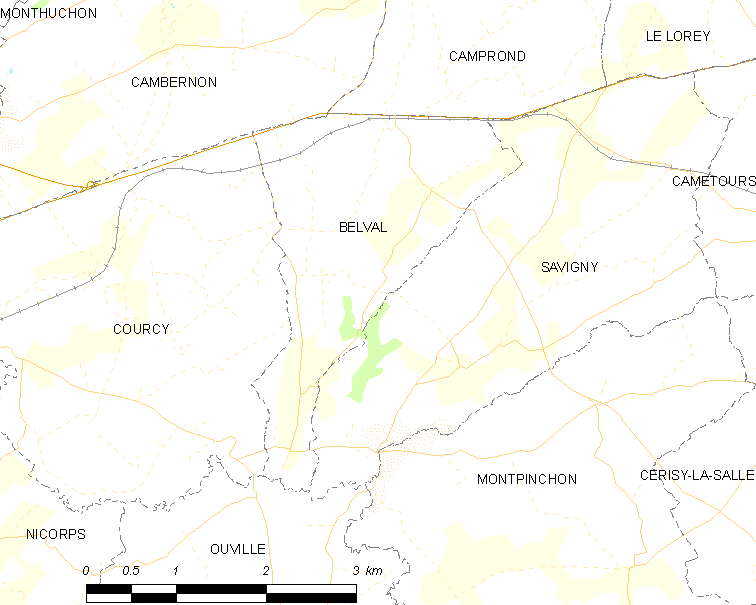
贝尔瓦勒的OSM定位图

贝尔瓦勒的时区为UTC+01:00、UTC+02:00（夏令时）。

## 行政
贝尔瓦勒的邮政编码为50210，INSEE市镇编码为50044。

## 政治
贝尔瓦勒所属的省级选区为谢讷河畔凯特勒维尔县。

## 人口

1962-2008年间贝尔瓦勒人口变化图示

贝尔瓦勒于2022年1月1日时的人口数量为334人。